# Ika
Ika (italsky Ica) je vesnice a přímořské letovisko v Chorvatsku v Přímořsko-gorskokotarské župě, spadající pod opčinu města Opatija. Nachází se asi 4 km jihozápadně od Opatije. V roce 2011 zde žilo celkem 377 obyvatel.
Dopravu ve vesnici zajišťuje silnice D66. Sousedními letovisky jsou Ičići a Lovran.